# Дерзость надежды
«Дерзость надежды» (англ. The Audacity of Hope) или «Дерзость надежды: Мысли о возрождении американской мечты» (англ. The Audacity of Hope: Thoughts on Reclaiming the American Dream) — вторая книга Барака Обамы, вышедшая в свет 17 октября 2006. Она попала в список бестселлеров The New York Times и Amazon.com после того, как была разрекламирована известной американской телеведущей Опрой Уинфри. В этой книге Обама размышляет о глобализации, американских ценностях, республиканцах и демократах, политике США. Хотя «Дерзость надежды» заявлена как автобиография, она, по мнению The New York Times, является в большей степени политическим документом, направленным на привлечение избирателей во время президентских выборов.